# Rema
Divine Ikubor (Ciudad de Benín, Nigeria; 1 de mayo de 2000), más conocido como Rema, es un rapero, cantante y compositor nigeriano. Alcanzó reconocimiento internacional con el lanzamiento de su canción «Dumebi» en 2019. En ese mismo año, firmó con el sello discográfico de D'Prince, Jonzing World. Rema consolidó su éxito con el sencillo «Calm Down» en 2022, el cual generó una remezcla con la cantante estadounidense Selena Gomez, alcanzando el puesto número tres en el Billboard Hot 100. Además, encabezó la lista de Afrobeats Songs de Estados Unidos durante un récord de 58 semanas. 

## Biografía
Comenzó su trayectoria musical en las iglesias junto a Alpha P en 2018. Rema saltó a la fama al publicar un freestyle viral en Instagram sobre la pista «Gucci Gang» de D'Prince. Esta publicación llamó la atención de D'Prince, quien lo invitó a Lagos para ofrecerle un contrato discográfico debido a su notable talento. En 2019, Rema firmó un contrato con Jonzing World, la etiqueta de D'Prince y una subsidiaria de Mavin Records, propiedad del productor musical Don Jazzy.
Ese mismo año, lanzó su primer EP titulado Rema, que rápidamente alcanzó el primer lugar en Apple Music Nigeria. El 21 de mayo de 2019, Jonzing World y Mavins lanzaron el videoclip de «Dumebi», una canción clave de su EP, con una aparición especial de Diana Eneje. El video, dirigido por Ademola Falomo, ha acumulado actualmente 70 millones de visitas en YouTube. Durante el verano de 2019, una de las canciones más populares de su EP ganó aún más reconocimiento al ser incluida en la lista de reproducción de verano del expresidente de los Estados Unidos, Barack Obama.
En septiembre de 2020, las canciones de Rema se incluyeron en la banda sonora de FIFA 21.
En septiembre de 2021, Rema fue anunciado como embajador de la famosa bebida gaseosa Pepsi, compartiendo con su compañera de sello, Ayra Starr. 

### 2022-presente:Rave & RosesyRavage EP
Después de firmar un contrato discográfico con Jonzing World en 2019, Rema lanzó su primer EP, Rema. Posteriormente, publicó dos EP más: Freestyle y Bad Commando, antes de presentar su álbum debut Rave & Roses el 25 de marzo de 2022. Este álbum, compuesto por 16 pistas, cuenta con colaboraciones de artistas como 6lack, Chris Brown, AJ Tracey y Yseult. Tras su lanzamiento, el álbum logró colocar 10 de sus canciones en la lista de éxitos de Afrobeats de Billboard durante su primera semana. 
Uno de los sencillos más destacados del álbum, «Calm Down», que incluye un sample de la canción «So Fine» del artista nigeriano Crayon, comenzó a ganar reconocimiento cinco meses después de su lanzamiento oficial. La canción se convirtió rápidamente en el video de Afrobeats más visto en Youtube. Su popularidad se disparó aún más cuando Selena Gomez lanzó un remix de la canción, titulado «Calm Down (Remix)», el 26 de agosto de 2022. Esta versión remix alcanzó el tercer lugar en el Billboard Hot 100, permaneciendo en la lista durante 57 semanas consecutivas. Además, encabezó numerosas listas internacionales y estableció varios récords musicales, lo que le valió a Rema múltiples premios, incluidos el MTV Video Music Award al Mejor Video de Afrobeats y el Billboard Music Award a la Mejor Canción de Afrobeats. 
En reconocimiento a su éxito, Rema recibió un premio durante su concierto en Londres el 7 de noviembre de 2022, cuando sus canciones alcanzaron mil millones de transmisiones en todo el mundo. En febrero de 2023, fue galardonado como el Artista Digital del Año en los premios Soundcity MVP, celebrados en el Eko Convention Centre de Lagos. En abril de 2023, Rema lanzó una versión ampliada de su álbum debut, titulada Rave & Roses Ultra, que incluye seis pistas adicionales y se convirtió en el primer álbum africano en superar mil millones de transmisiones en Spotify.
El 26 de octubre de 2023, Rema sorprendió a sus fans con el lanzamiento de un EP de cinco títulos llamado Ravage. Además, el 30 de octubre de 2023, se presentó en la ceremonia del Balón de Oro, que se celebró en el Teatro du Châtelet de París, Francia. 

### Afrorave
En 2019, la productora musical y artista sudafricana Toya Delazy introdujo un género musical titulado "Afrorave". Delazy describió el género como una combinación de estilos como el garage con letras en zulú. 
En mayo de 2021, Rema anunció que denominaría a su sonido como "Afrorave", un subgénero de Afrobeats con influencias de la música árabe e india, lo que lo llevó a contar con una de las bases de fans más sólidas del país, conocida como Ravers. 

## Vida personal
Ikubor obtuvo admisión para estudiar en la Universidad de Lagos en 2022, abandonó la institución en 2023 debido a una huelga del sindicato de profesores ASUU. 
El 28 de septiembre de 2020, Rema tuiteó acusaciones contra el Partido Democrático Popular (PDP) por la muerte de su padre, Justice Ikubor, quien fue un antiguo líder del partido.

## Impacto
Rolling Stone dijo: "Rema sin duda se ha convertido orgullosamente en un emblema del ascenso global del Afrobeats". Escribiendo para Business Day, Anthony Udugba señaló que Rema ha "expandido los horizontes" del impacto musical africano en el escenario mundial. The Guardian Nigeria opinó: "A medida que el panorama del Afrobeats continúa floreciendo, el éxito de Rema establece un estándar alto, mostrando el atractivo y la dominancia global de la música nigeriana en el escenario internacional". The Native afirmó: "Es imposible borrar la marca que ha dejado en la historia del Afrobeats". Victor Okpala dijo: "El sonido de Rema ha consolidado su lugar como un verdadero pionero musical". Muchos críticos lo han elogiado por romper barreras e inspirar a otros artistas de música africana. 

## Discografía

### Álbumes de estudio
| Título       | Detalles                                                                                                 | Posiciones en listas | Posiciones en listas | Posiciones en listas | Posiciones en listas |
| Título       | Detalles                                                                                                 | CAN                  | FRA                  | Bel                  | NLD                  |
| ------------ | --- | -------------------- | -------------------- | -------------------- | -------------------- |
| Rave & Roses | - Lanzamiento: 25 de marzo de 2022 - Sello: Jonzing World, Mavin - Formato: Descarga digital y streaming | 74                   | 31                   | 189                  | 13                   |

### Álbumes recopilatorios
- Rema Compilation (2020)
- Ravage, (2023)

### Extended plays
- Rema (2019)
- Freestyle EP (2019)
- Bad Commando (2019)

## Premios y nominaciones
| Premiación         | Año  | Trabajo nominado        | Categoría       | Resultado | Ref.   |
| ------------------ | ---- | ----------------------- | --------------- | --------- | ------ |
| Premios Lo Nuestro | 2025 | «Bubalu» (junto a Feid) | Canción Del Año | Nominada  | [ 36 ] |